# Major László (diplomata)
Major László (Diósgyőr, 1944 – 2008. október 17.) magyar diplomata, újságíró, egyetemi oktató. A Magyar Szocialista Munkáspárt első és utolsó szóvivője (1988. július 14. – 1989. október 6. között).

## Életrajza
Major László 1944-ben született Diósgyőrön. Az ELTE BTK Romanisztikai Intézetében végzett spanyol-olasz szakon, egy évig ösztöndíjjal Brazíliában tanult, majd az ELTE BTK-n végzett oktatói feladatokat, ahol a Portugál Tanszék egyik alapítója lett 1977-ben. Ezzel párhuzamosan az  MSZMP Központi Bizottságában dolgozott, a Külügyi Osztályon, majd pedig az Agitációs és Propaganda Osztályon. 
1987-ben hazánk montevideói nagykövetévé nevezték ki. Az 1988-ban megalapított pártszóvivői tisztség első és utolsó betöltője volt. A rendszerváltozás után abbahagyta politikai tevékenységét, a Külügyminisztériumba ment dolgozni, 1990-től 1994-ig Buenos Aires-ben volt nagykövet. Nyugdíjazása előtti utolsó beosztásaiként többek között Magyarország barcelonai főkonzulja, majd a Külügyminisztérium Protokoll Főosztályának főosztályvezetője volt. 
Halála előtt egy magyar-katalán, katalán-magyar nagyszótáron dolgozott, munkáját már nem tudta befejezni.

## Kitüntetései
Filológiai munkásságáért több kitüntetésben is részesült:
- 1989-ben a portugál köztársasági elnöktől megkapta a legmagasabb portugál kitüntetés, a Henrik Herceg Érdemrend lovagfokozatát,
- 1995-ben megkapta a legmagasabb argentin kitüntetés, a San Martin Felszabadító Érdemrend lovagfokozatát,
- 2005-ben megkapta az Olasz Köztársaság Érdemérem kitüntetést.